# Musikpreis des Verbandes der Deutschen Konzertdirektionen
Der Musikpreis des Verbandes der Deutschen Konzertdirektionen wurde 2005 vom Verband der Deutschen Konzertdirektionen e. V. (VDKD) gestiftet, die Zeitschrift Musikmarkt wurde zugleich als Mitsponsor und Medienpartner gewonnen.

## Hintergrund
Mit diesem deutschen Musikpreis sollen nicht nur „hervorragende künstlerische Leistungen im Bereich des deutschen Musiklebens“ ausgezeichnet werden, sondern es sollen auch besonders „junge Musiker oder Ensembles, beziehungsweise Bands, die zur Entwicklung eines innovativen, hochwertigen und vielfältigen Musiklebens in Deutschland beitragen“, gefördert werden.
Die Auszeichnung wird jährlich verliehen, jeweils abwechselnd an Künstler aus dem Bereich der sogenannten U- und der E-Musik. Sie ist mit 10.000 Euro dotiert.

## Preisträger
- 2005 Madsen
- 2006 Joseph Moog
- 2007 Triband
- 2008 Koryun Asatryan
- 2009 Ruben Cossani
- 2010 Asasello Quartett
- 2011 Florian Ostertag
- 2012 Natalia Gutman
- 2013 Heisskalt
- 2014 Felix Klieser
- 2015 Joco
- 2016 Alexej Gerassimez
- 2017 Alice Merton
- 2018 Simon Höfele